# Patriarcado latino de Etiopía
El patriarcado de Etiopía (en latín: Patriarchatus Aethiopiensis o Aethiopiae) es una sede episcopal suprimida de la Iglesia católica en Etiopía.

## Historia
Luego del Concilio de Calcedonia de 451 el cisma miafisista fue iniciado en su oposición por el patriarca de Alejandría Timoteo Eluro en 457, quien excomulgó a los patriarcas ortodoxos, entre ellos al papa de Roma. A este patriarca lo sucedieron patriarcas ortodoxos y miafisistas, hasta que en 535 el patriarcado se dividió y la Iglesia ortodoxa copta, en cuya obediencia se hallaba la Iglesia de Etiopía, se constituyó definitivamente. El obispo de Etiopía (o abune) continuó siendo designado y enviado desde Egipto por el patriarca copto a requerimiento del gobernante de Etiopía, aunque con poderes muy limitados. La Iglesia de Etiopía quedó en completa separación con la Iglesia católica. 
El 28 de agosto de 1439 el papa Eugenio IV envió un mensaje en busca del restablecimiento de la unidad al emperador etíope Zara Yaqob, logrando que algunos monjes etíopes estuvieran presentes en el Concilio de Florencia.
Los descubrimientos portugueses a finales del siglo XV allanaron el camino para el contacto directo entre la Iglesia católica y la Iglesia de Etiopía. Los portugueses estaban interesados en mantener el control de las costas africanas, que habían explorado recientemente, donde habían construido bases navales para favorecer el comercio con Extremo Oriente, superando así el obstáculo que suponía la mediación de los comerciantes musulmanes en las rutas mediterráneas. Paralelamente, los ejércitos islámicos, tanto del Imperio otomano como del Sultanato de Adel, querían definitivamente hacerse con el control de las rutas de las caravanas que conectaban la costa del Cuerno de África con el mar Mediterráneo. 
El explorador portugués Pêro da Covilhã llegó a la región en 1490, portador de una embajada del rey Juan II de Portugal. Covilhã creyó haber encontrado en Etiopía el reino del Preste Juan. En 1507 el emperador etíope (o negus) Na'od envió a la corte de Portugal a un emisario armenio llamado Mateo, para solicitar la ayuda del monarca contra los musulmanes. Respondiendo a esta petición, en 1520 una flota portuguesa se adentró en el mar Rojo y llevó una embajada ante el negus Lebna Dengel, que permaneció en el país durante seis años. Uno de los embajadores fue el padre Francisco Alvares, autor de una de las primeras crónicas sobre Etiopía. El jesuita João Bermudes participó también de la embajada portuguesa a Etiopía, pero quedó retenido cuando la embajada partió en 1526. 
Entre 1528 y 1540 Etiopía fue invadida por un ejército musulmán del Sultanato de Adel apoyado por fuerzas turcas. El negus Lebna Dengel fue derrotado y se convirtió en un fugitivo, vagando de una ciudad a otra. De acuerdo a la versión de Bermudes en 1536 el emperador Lebna Dengel lo envió a Portugal con un pedido de ayuda al rey y una promesa de obediencia al papa por parte de la Iglesia etíope, junto con una solicitud de envío de un patriarca latino. Según su versión, el obispo copto de Etiopía, abune Marcos, lo habría consagrado patriarca de Etiopía antes de fallecer. Bermudes regresó a Etiopía en 1539 afirmando haber sido investido por el papa como patriarca de Alejandría. Fue reconocido como patriarca de Etiopía y de Alejandría por el emperador Lebna Dengel hasta su muerte en septiembre de 1540. En 1541 llegó a Etiopía, procedente de India una flota portuguesa, que transportaba una fuerza de 400 mosqueteros, bajo el mando de Cristóbal de Gama, que ayudó a los etíopes hasta lograr la victoria el 21 de febrero de 1543.
El sucesor de Lebna Dengel, Gelawdewos (o Claudio), rehusó reconocer a Bermudes como patriarca y en 1546 consultó al rey Juan III de Portugal respecto de João Bermudes. El rey respondió que no sabía si tenía en verdad nombramiento papal, por lo que Gelawdewos lo confinó en un exilio interno en Etiopía.
El 7 de febrero de 1555 llegó a Etiopía un grupo de misioneros jesuitas, pero el emperador los recibió con apatía. A requerimiento portugués, el papa designó en 1555 al jesuita João Nunes Barreto con el título de patriarca de Etiopía, y lo envió con dos obispos coadjutores y 8 misioneros jesuitas.
Reducida la amenaza islámica, la situación se volvió desfavorable por los misioneros católicos en Etiopía, por lo que Barreto llegó a Goa en India en 1556 y no viajó a Etiopía a causa de que el emperador Gelawdewos se negó a recibir un patriarca latino. El patriarca envió en 1557 a uno de sus obispos coadjutores, Andrés de Oviedo, con 6 misioneros, pero no lograron que el emperador se convirtiera al catolicismo. En 1559 el nuevo emperador Menas le prohibió predicar y confinó a los misioneros. En 1562 falleció el patriarca Barreto y Oviedo lo sucedió automáticamente, continuando confinado en la aldea de Fremona hasta que en 1563 el nuevo emperador Sarsa Dengel lo dejó en libertad, falleciendo en 1577. Su coadjutor, Melchor Carneiro, recibió automáticamente el título de patriarca, pero no viajó a Etiopía y renunció en 1581.
La misión católica siguió establecida en Fremona, a dónde llegó el jesuita español Pedro Páez en 1603. Fue llamado a la corte y logró convertir al catolicismo al emperador Za Dengel en 1603, quien comenzó a realizar cambios en la Iglesia etíope, pero a pesar de la ayuda portuguesa Za Dengel fue derrotado y muerto a causa de una rebelión el 24 de octubre de 1604. En 1607 asumió como emperador Susenyos I, quien fue convertido por Pedro Páez ante quien hizo una profesión de fe católica en 1621. Declaró al catolicismo la religión del Estado el 2 de noviembre de 1621 en Axum. Páez murió en 1622 y el 19 de diciembre de ese año el papa Gregorio XV designó al jesuita portugués Afonso Mendes como patriarca de Etiopía (designado por el rey Felipe IV de España y III de Portugal en virtud del patronato regio), quien llegó al puerto eritreo de Beilul el 2 de mayo de 1625. El 11 de diciembre de 1626 hizo públicamente que la Iglesia de Etiopía adjurara de la herejía de Eutiques y del cisma de Dióscoro I de Alejandría, proclamando formalmente la obediencia al papa de la Iglesia etíope, mostrándose rígido e intolerante. La catedral católica junto al palacio imperial en Danqaz fue probablemente construida en 1625 por el sacerdote y arquitecto jesuita João Martins, celebrándose la primera misa en 1628.
Con la ayuda de Susenyos, Mendes intentó latinizar la Iglesia etíope, condenó las prácticas locales, incluyendo el Sabbath y los ayunos frecuentes generando malestar en parte la población. Ordenó el rebautismo de los cristianos etíopes conversos, la reordenación de los sacerdotes y la reconsagración de las iglesias, así como el abandono del rito copto en lengua ge'ez imponiendo el rito en latín. Abandonó también el culto de los santos etíopes, cuyos restos en algunos casos fueron desenterrados y arrojados de los santuarios. Aun así un número de Etíopes abrazó el catolicismo: Richard Pankhurst informa de que, tan solo en Dembiya y Wegera se convirtieron 100 000 personas.
A la medida se opusieron la corte, el clero etíope, que vio disminuir su influencia política y social, y el pueblo. Tras numerosas conspiraciones contra el emperador por parte de la aristocracia etíope y sangrientas revueltas del pueblo, que veía la conversión forzada como una "europeización", un sacrilegio y una pérdida de su identidad, la rebelión se transformó en guerra civil. Tras una batalla en la que murieron 8000 personas, Susenyos tuvo que prohibir la conversión forzosa al catolicismo el 14 de junio de 1632 cuando anunció que aquellos que siguieran la fe católica podrían hacerlo, pero que nadie sería obligado a ello. Luego abdicó el 14 de junio a favor de su hijo Fasilides y falleció el 17 de septiembre de 1632. Fasilides restauró inmediatamente la Iglesia copta etíope como religión oficial, confinó a los jesuitas en Fremona, y pidió un obispo al patriarca copto de Alejandría. Cuando se enteró de que los portugueses habían bombardeado Mombasa, Fasilides supuso que Afonso Mendes estaba detrás del acto y decidió la expulsión de los jesuitas que quedaban de sus tierras en 1636, entre ellos al patriarca Mendes (quien renunció al patriarcado). Su coadjutor Apolinario de Almeida fue asesinado con otros dos jesuitas. Además, a raíz de supuestos proyectos de colonización por parte de estados europeos, Etiopía expulsó a todos los europeos de su territorio, se quemaron todos los libros católicos en 1665 y se expulsó a los jesuitas presentes en el país y durante cientos de años no se permitió a ningún extranjero pisar el Imperio de Etiopía. En los siguientes dos siglos Etiopía fue completamente cerrada a las actividades misionales católicas.

## Episcopologio
- João Bermudes, S.I. † (1536?-1545?) (pseudo-patriarca)

- João Nunes Barreto, S.I. † (23 de enero de 1555-22 de diciembre de 1562 falleció)
- Andrés de Oviedo, S.I. † (22 de diciembre de 1562 por sucesión-9 de julio de 1577 falleció)
- Melchior Miguel Carneiro Leitão, S.I. † (9 de julio de 1577 por sucesión-19 de agosto de 1583 falleció)
  - Sede vacante (1583-1622)
- Afonso Mendes, S.I. † (19 de diciembre de 1622-1636 renunció[nota 1])